# Nikołaj Szkodunowicz
Nikołaj Nikołajewicz Szkodunowicz (ros. Николай Николаевич Шкодунович, ur. 11 kwietnia?/24 kwietnia 1904 w Twerze, zm. 19 października 1964 pod Belgradem) – radziecki dowódca wojskowy, generał-lejtnant.

## Życiorys
W maju 1919 wstąpił do Armii Czerwonej, uczestnik wojny domowej w Rosji na Froncie Południowym, później pomocnik komisarza pułku. 1921-1926 komendant sztabu dywizji strzeleckiej, 1927 ukończył kurs „Wystrieł”, a 1931 kursy doskonalące dla wyższego dowództwa. W latach 1927–1930 dowódca batalionu, szef sztabu pułku strzeleckiego, dowódca batalionu szkolnego. Od 1931 komisarz pułku strzeleckiego, od 1937 szef sztabu dywizji strzeleckiej, VII 1938 aresztowany przez NKWD, I 1940 zwolniony. I 1940 – VII 1941 zastępca komendanta Kujbyszewskiej Szkoły Broni Pancernej ds. szkolenia, 25 XII 1941 – 10 XI 1942 dowódca 58 Dywizji Strzeleckiej, od IV 1942 na froncie wojny z Niemcami, odegrał dużą rolę w wyzwalaniu z niemieckiej okupacji obwodu kałuskiego. W 1943 dowódca 233 Dywizji Strzeleckiej, 1943–1945 dowódca 68 Korpusu Strzeleckiego, walczył na 3 Froncie Ukraińskim od momentu jego utworzenia, biorąc udział we wszystkich bitwach na nim; szczególne męstwo i umiejętności dowódcze wykazał podczas dowodzenia 68 Korpusem Strzeleckim, wykazując inicjatywę, zdolność przewidywania zamiarów przeciwnika i podejmowania adekwatnych działań, szczególnie podczas operacji jasko-kiszyniowskiej. Od 1943 generał-major, od 1949 generał-lejtnant. Po wojnie starszy wykładowca Wyższej Akademii Wojskowej, w latach 1952–1964 zastępca komendanta Akademii Wojskowej im. Michaiła Frunzego w Moskwie. Autor Krótkiego słownika operacyjno-taktycznych i popularnych słów (terminów) wojskowych wydanego w 1958. Zginął w katastrofie samolotu Ił-18 pod Belgradem jako członek delegacji wojskowej ZSRR na obchody 20 rocznicy wyzwolenia Belgradu spod niemieckiej okupacji. Pochowany na cmentarzu Nowodziewiczym.

## Ordery i odznaczenia
- Order Lenina (dwukrotnie)
- Order Czerwonego Sztandaru (dwukrotnie)
- Order Kutuzowa I klasy
- Order Suworowa II klasy
- Order Bohdana Chmielnickiego II klasy
- Order Wojny Ojczyźnianej I klasy
- Order Czerwonej Gwiazdy
- Medal „Za zwycięstwo nad Niemcami w Wielkiej Wojnie Ojczyźnianej 1941–1945”
- Medal „Za zdobycie Budapesztu”
- Medal jubileuszowy „XX lat Robotniczo-Chłopskiej Armii Czerwonej”
- Medal jubileuszowy „30 lat Armii Radzieckiej i Floty”
- Komandor Legii Zasługi (USA)